# Corduente
Corduente és un municipi de la província de Guadalajara, a la comunitat autònoma de Castella-La Manxa.
La Guerra dels Trenta Anys, va fer aixecar a Corduente la Fàbrica de Municions de Ferro Colat de Corduente, més a prop del teatre d'operacions de la Guerra dels Segadors, sent inaugurada per Felip IV d'Espanya en 1640, pretenia ser similar a la Real Fábrica de Artillería de La Cavada encara que en realitat mai es van fondre canons de tal calibre, fabricant únicament bales, granades i municions de canó el pes del qual corresponia a uns 80 quilograms. La fàbrica de Corduente deixaria de funcionar després de la guerra dels segadors i reoberta breument durant la guerra del Francès.